# ری کراوفورد (بازیکن فوتبال)
ری کراوفورد (انگلیسی: Ray Crawford؛ زادهٔ ۱۳ ژوئیهٔ ۱۹۳۶) یک بازیکن فوتبال در پست مهاجم اهل بریتانیا است.

## باشگاهی
از باشگاه‌هایی که در آن بازی کرده‌است می‌توان به باشگاه فوتبال پورتسموث، باشگاه فوتبال ایپسویچ تاون، باشگاه فوتبال ولورهمپتون واندررز، باشگاه فوتبال وست برومویچ آلبیون، باشگاه فوتبال ایپسویچ تاون، باشگاه فوتبال چارلتون اتلتیک و باشگاه فوتبال کولچستر یونایتد اشاره کرد.

## تیم ملی
وی همچنین در تیم ملی فوتبال انگلستان بازی کرده است.